# Кабо-Верде (тип урагана)

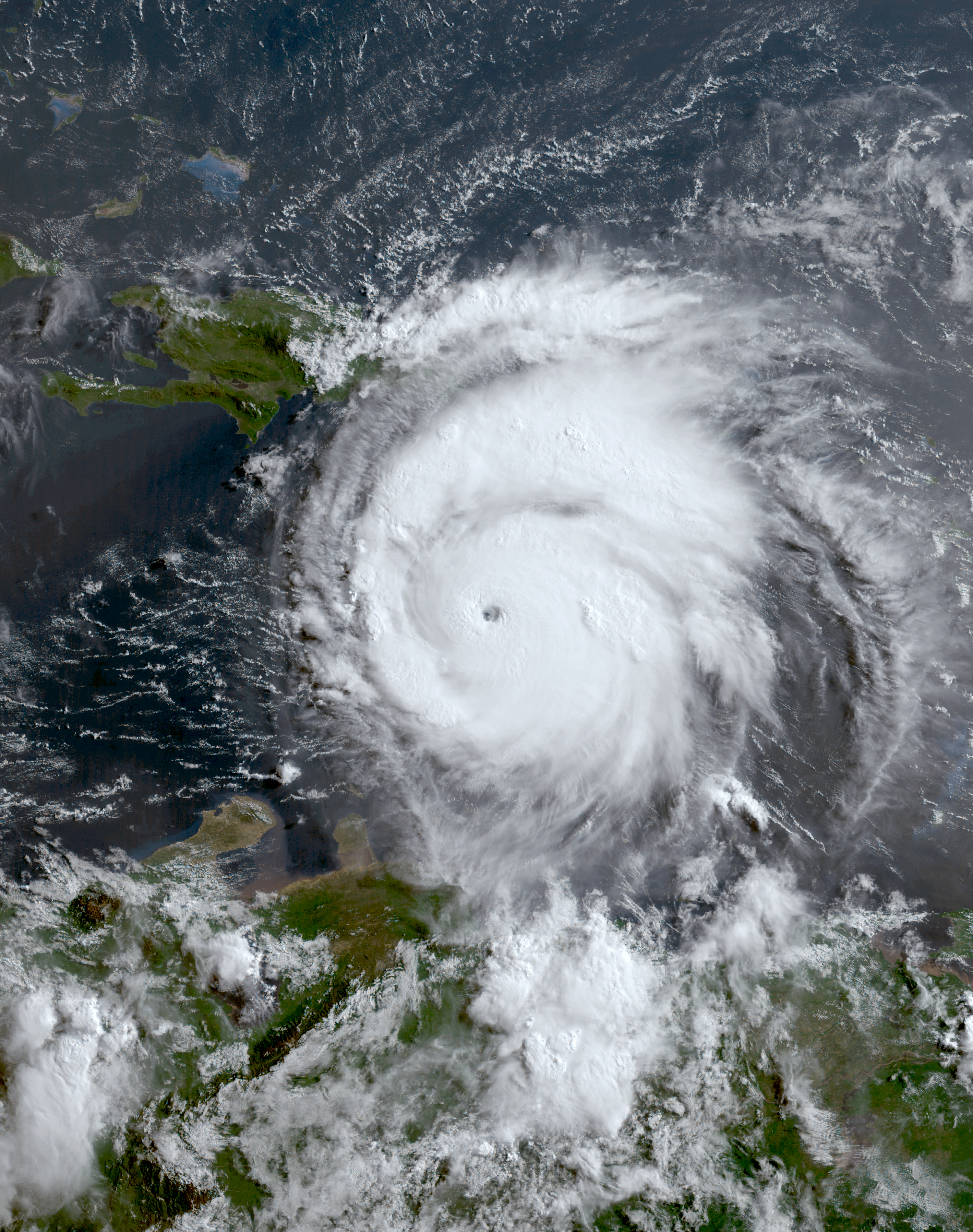
Ураган Берил типа «Кабо-Верде» на пике интенсивности 2 июля 2024 года.

Ураган типа «Кабо-Верде» (англ. Cape Verde-type hurricane) — ураган бассейна Атлантического океана, образующийся у западной части Африки близ островов Кабо-Верде. Циклоны данного типа формируются при выходе сильных тропических волн из континентальной части Африки в бассейн океана.
Ураганы типа «Кабо-Верде», как правило, представляют собой крупнейшие тропические циклоны Атлантики, поскольку возникают на базе глубоких атмосферных ложбин тропических волн и в течение длительного времени наращивают мощь, двигаясь на запад над тёплой океанической поверхностью. Список из самых интенсивных тропических циклонов бассейна Атлантического океана возглавляет пятёрка ураганов типа «Кабо-Верде», которые также входят в перечень наиболее долгоживущих тропических стихий Атлантики. Несмотря на то, что значительная часть этих циклонов образуется и расформировывается над океаном, не вступая в контакт с сушей, некоторые из них доходят до акваторий Карибского моря и Мексиканского залива, зачастую нанося колоссальный ущерб Мексике, Бермудам, Соединённым Штатам Америки и странам Карибского бассейна.

## Генезис
Ураганы типа «Кабо-Верде» обычно возникают в области тропических волн, которые образуются в африканской саванне в сезон дождей, далее движутся с востока на запад в район африканских степей и, наконец, в западной части континента выходят в Атлантический океан. Атмосферное возмущение на данном этапе находится в области внутритропической зоны конвергенции и, вступая в район с тёплой океанической поверхностью, образует замкнутую конвекцию воздушных масс, а следом под воздействием отклоняющей силы Кориолиса и центр вращения циклона. Как правило, связанная с тропической волной область низкого давления реорганизуется в тропический шторм уже в 1000 километрах к западу от островов Зелёного Мыса.
Большинство ураганов типа «Кабо-Верде» образуются в период с начала июля по конец октября. В среднем за один сезон атлантических ураганов формируются два крупных урагана данного типа.

## Траектории движения

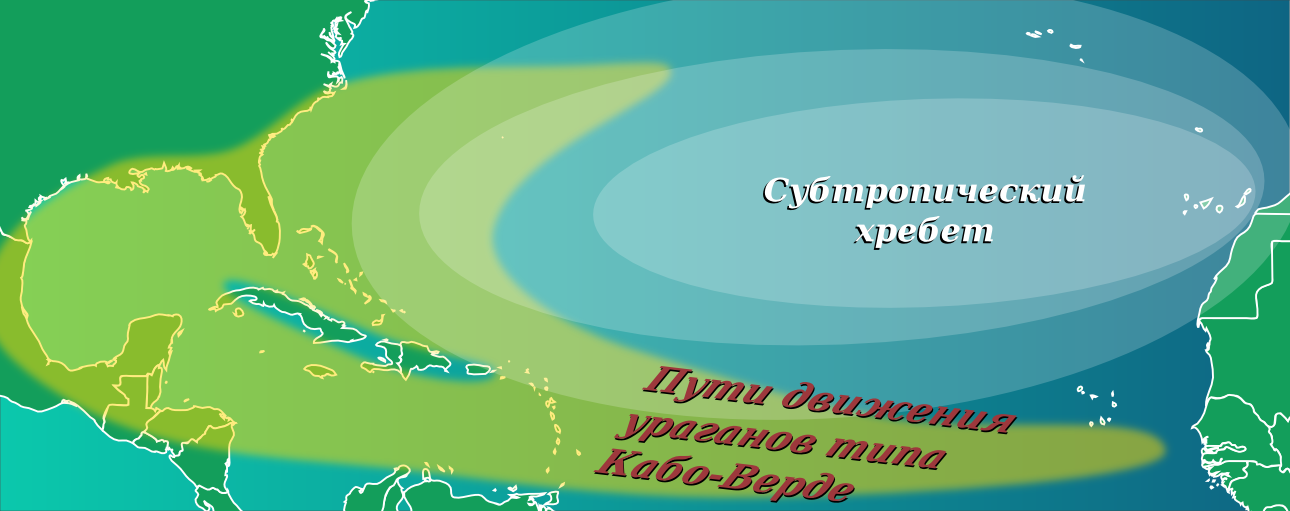
Типичные пути движения ураганов типа «Кабо-Верде»

Типичный циклон «Кабо-Верде» достигает уровня тропической депрессии к югу от островов Зелёного Мыса и затем наращивает мощь до фазы урагана первой категории в открытой акватории Атлантического океана, либо ближе к бассейну Карибского моря. При приближении урагана типа «Кабо-Верде» к Северной Америке возможны следующие варианты его дальнейшего движения:
- на запад практически без изменения направления. В данном случае ураган пройдёт над Наветренными островами в Карибском море и над территориями Никарагуа, Гондураса или Белиза[1];
- с отклонением на север. При этом циклон с большой степенью вероятности пройдёт чуть севернее Подветренных Антильских островов над территорией группы Больших Антильских островов и далее через Багамские Острова выйдет к побережью штата Флорида. Примерами данного пути движения могут служить Ураган Джордж 1998 года и катастрофический Ураган Эндрю сезона 1992 года[1];
- с большим отклонением на север. Движение тропического урагана со значительным отклонением к северу происходит в сезоны, когда область постоянно действующего Азорского антициклона смещается к востоку от своего обычного положения. При данном варианте развития событий тропический циклон проходит к северу от группы Антильских островов и зачастую обрушиваются на морское побережье штатов Северной и Южной Каролины (Ураган Хьюго в сезоне атлантических ураганов 1989 года). Циклон может ещё сильнее изменить траекторию движения в северную сторону, в этом случае он выйдет во внетропическую фазу в более холодных водах океана и либо резко развернётся на северо-северо-восток в обход Азорского антициклона, либо обрушится на морское побережье штатов Новой Англии. Примером первого из данных вариантов может служить Ураган Эдуард сезона 1996 года, второго — Новоанглийский ураган 1938 года и Ураган Глория сезона 1985 года[1].

## Сильнейшие ураганы типа «Кабо-Верде»
Название любого тропического циклона содержит его максимальную фазу по шкале классификации ураганов Саффира — Симпсона. Ниже приведён список крупнейших ураганов типа «Кабо-Верде», достигших статуса третьей и больше категории по данной шкале классификации.

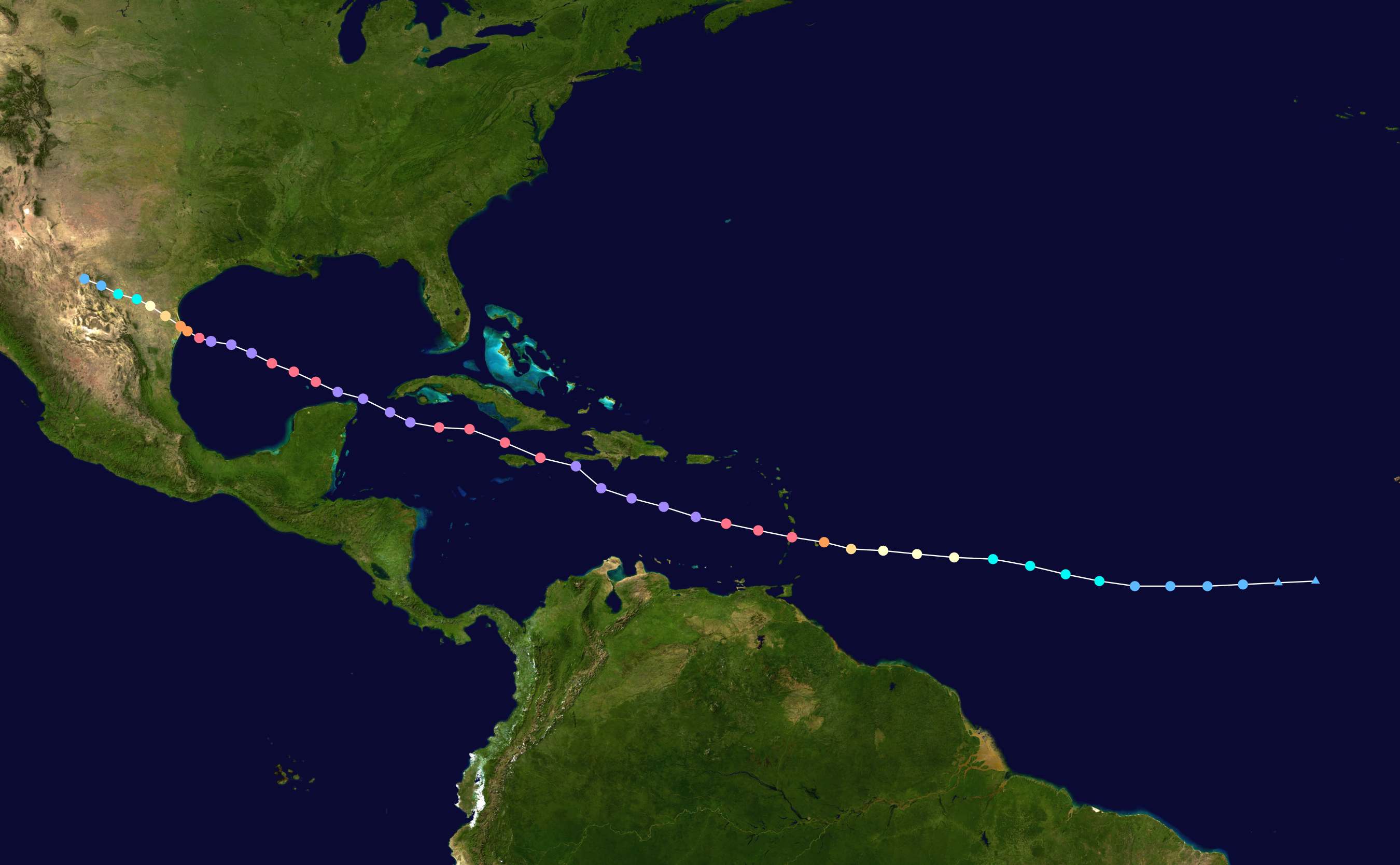
Ураган Аллен 1980 года

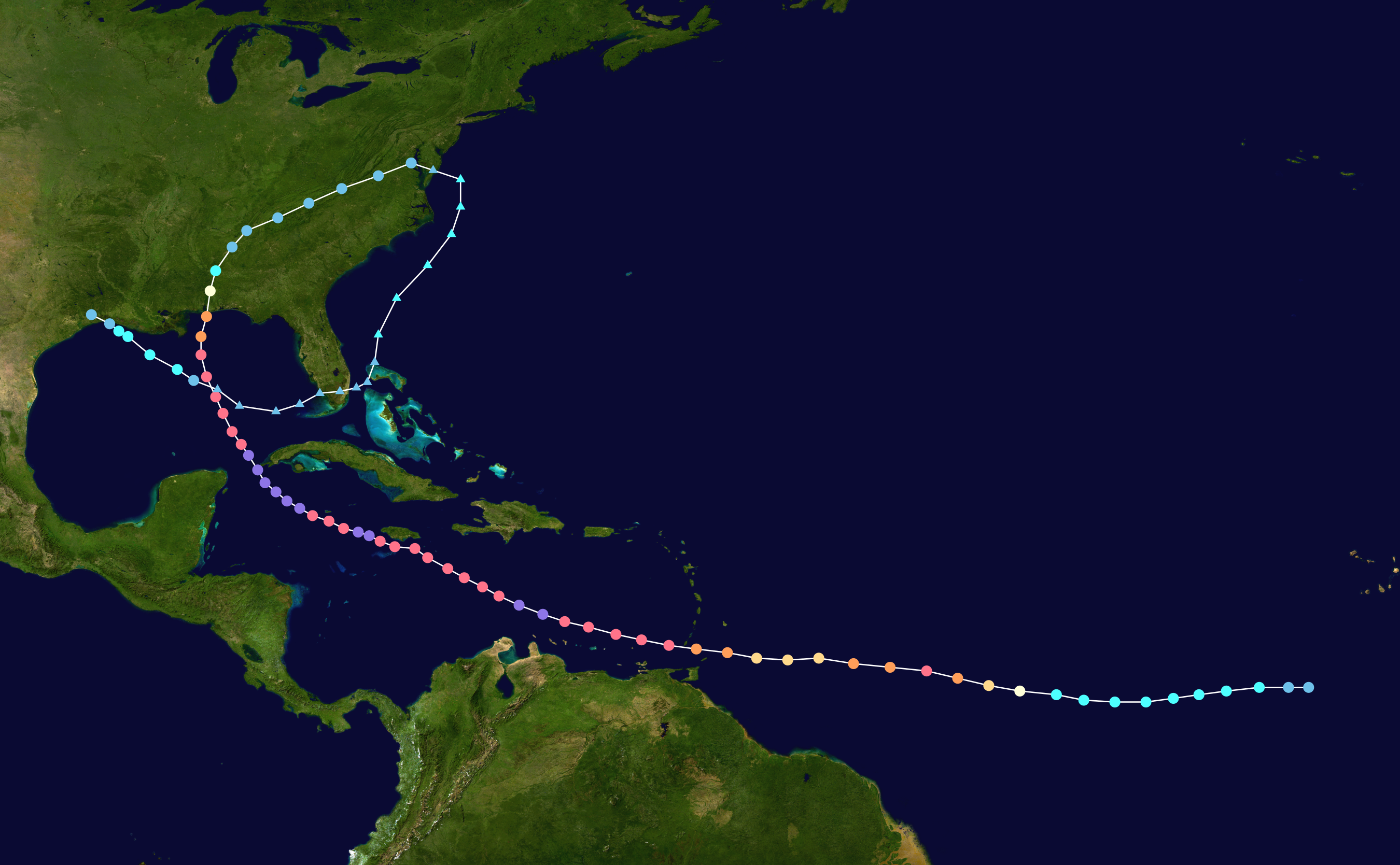
Ураган Иван 2004 года

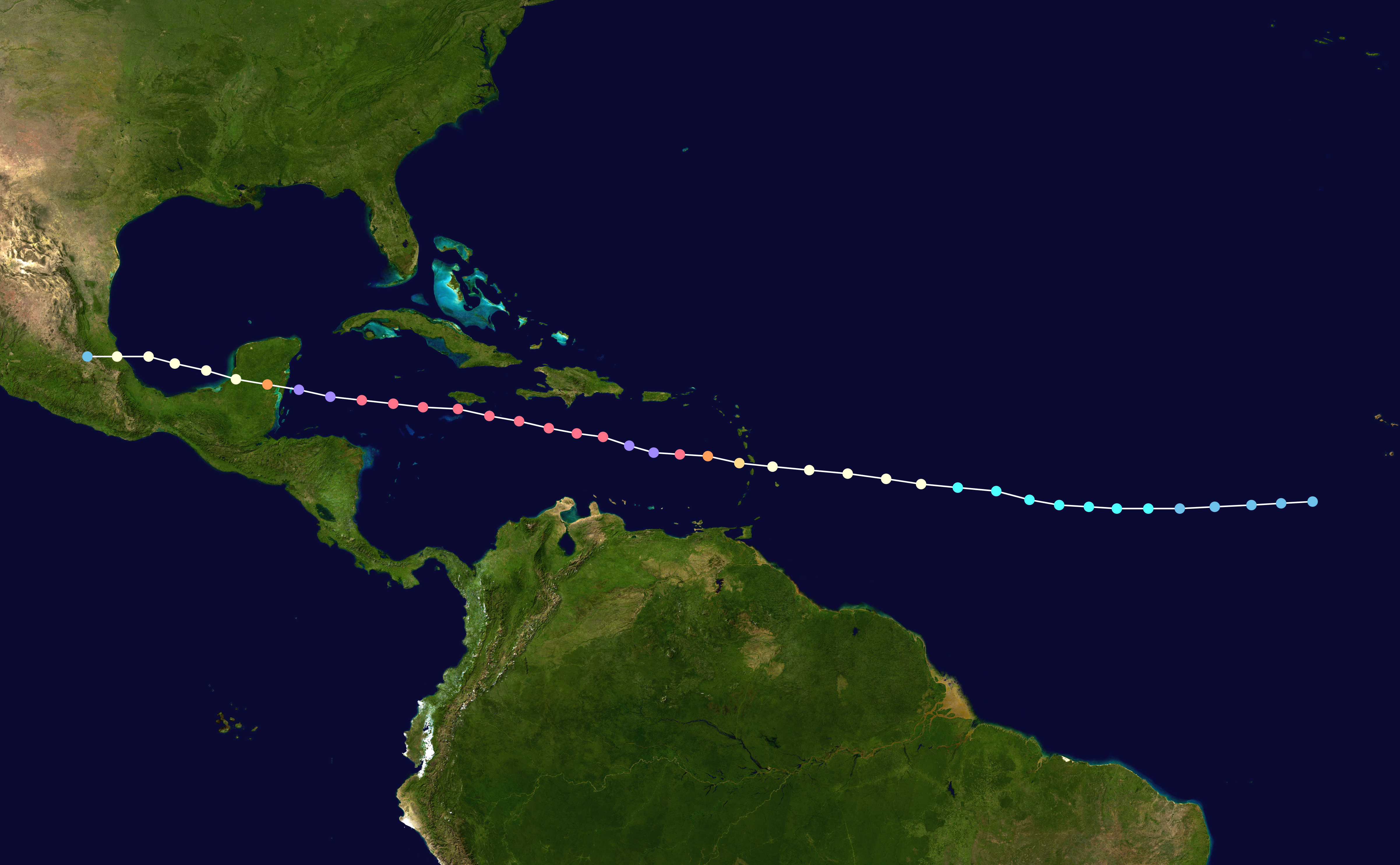
Ураган Дин 2007 года

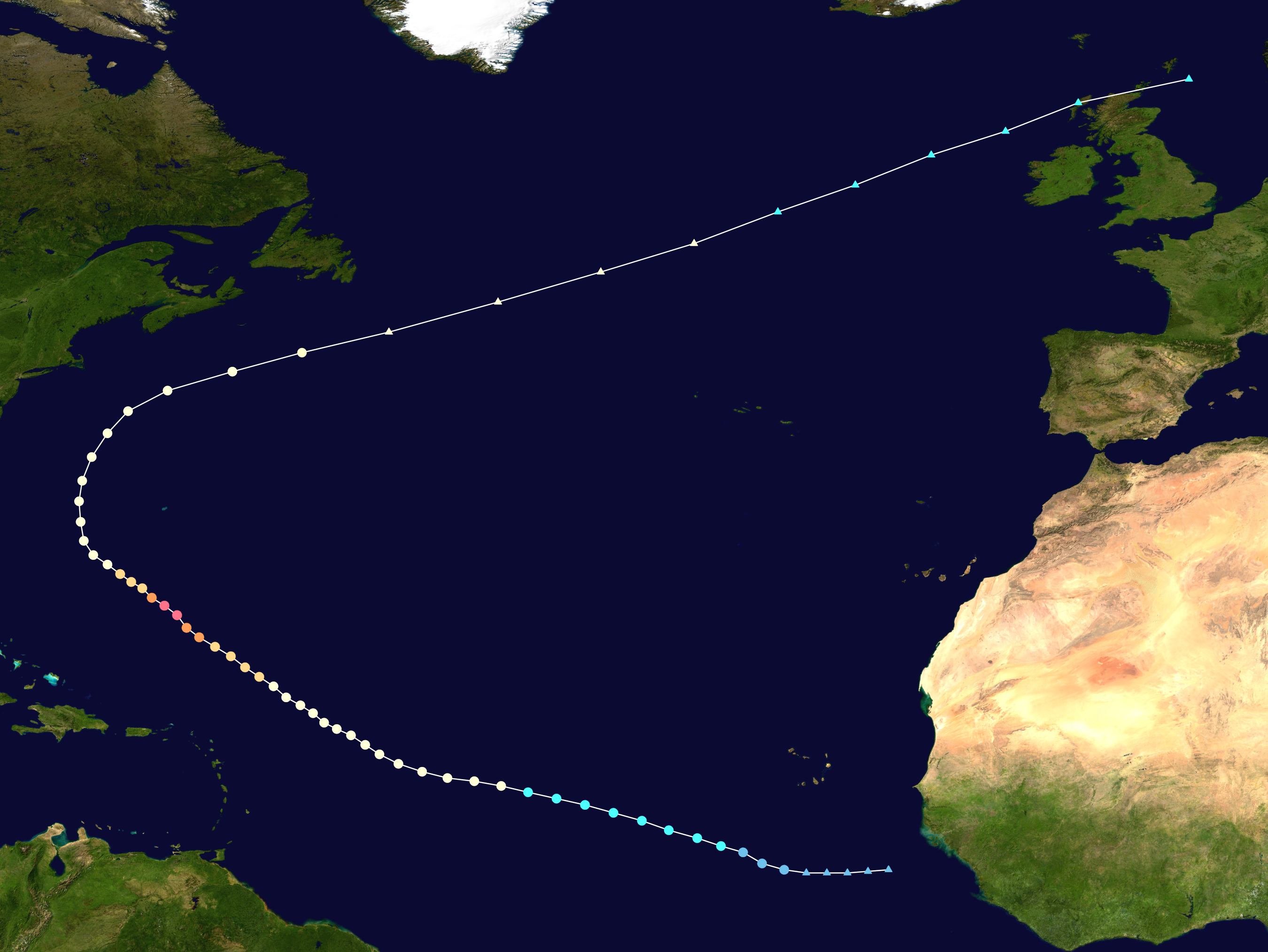
Ураган Катя 2011 года

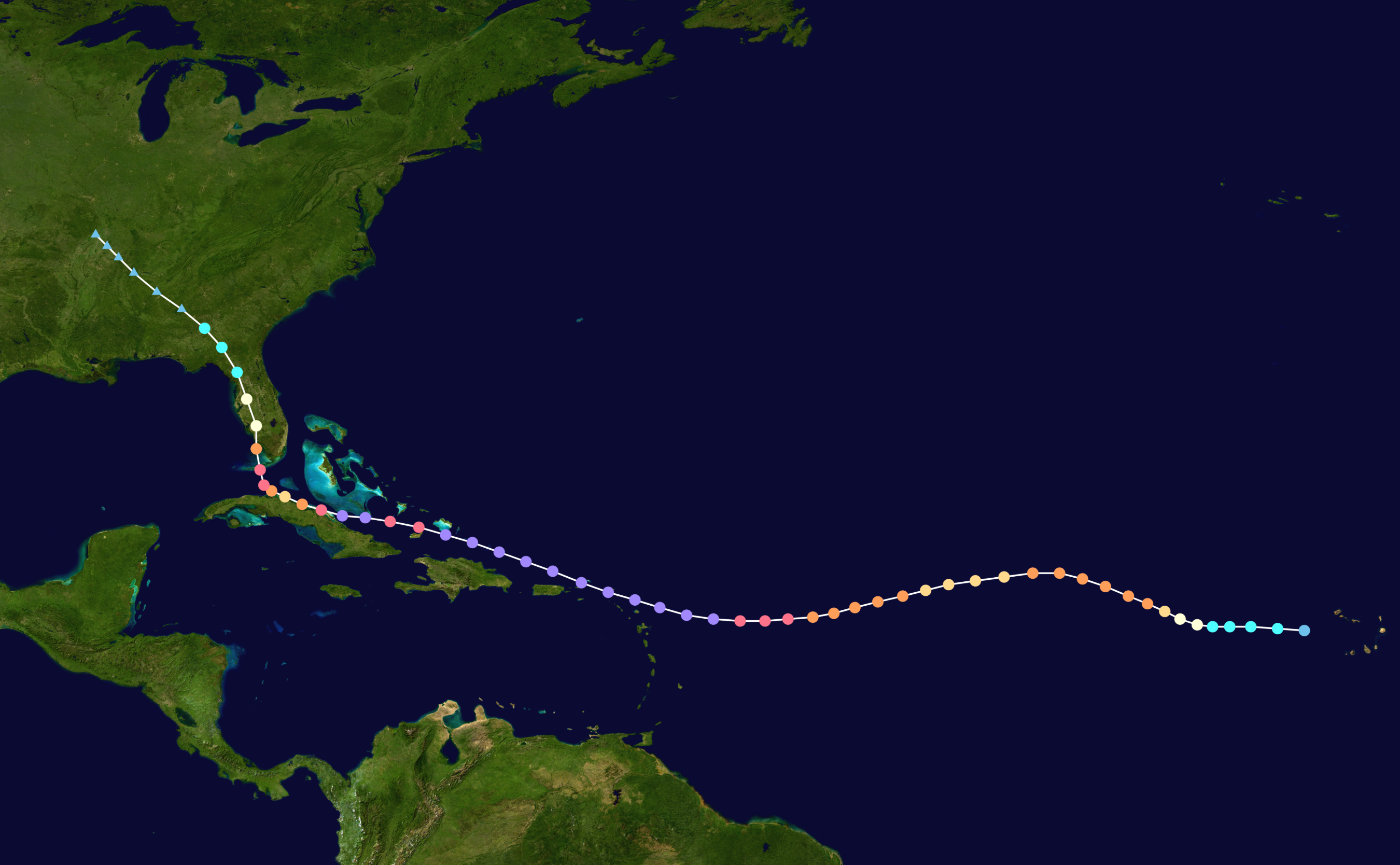
Ураган Ирма 2017 года

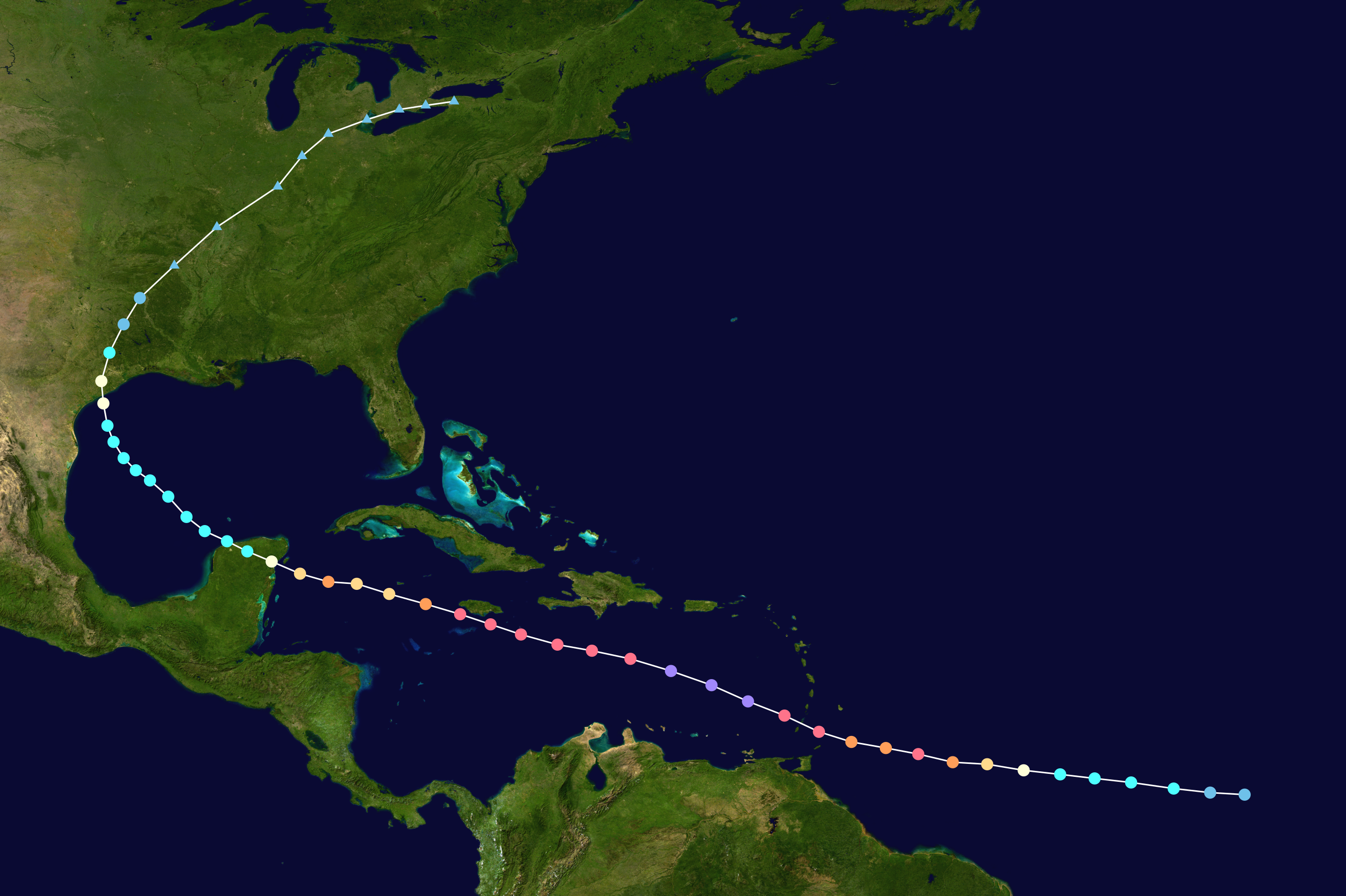
Ураган Берил 2024 года